# Harald Peter Oxholm
Harald Peter Oxholm (født 7. juni 1807 i København, død 16. december 1869 i Vevey, Schweiz) var en dansk søofficer og godsejer, bror til Carolina Augusta, Frederik, Carl Arthur, Waldemar Tully og Oscar Oxholm og far til Alexander Oxholm.

## I fransk tjeneste
Han var søn af Peter Lotharius Oxholm og 2. hustru Anne O'Neill, blev 1819 kadet, 1827 sekondløjtnant og var 1827-28 med korvetten Diana til Dansk Vestindien. I 1828 fik Oxholm tilladelse til at gå i fransk tjeneste, hvorefter han kom om bord i fregatten La Vestale til Sydhavet. I januar 1832 skrev han fra Toulon, at han var med La Vestale i Sydhavet i 26 måneder; han kom derefter ombord i korvetten La Durence og returnerede med denne til Brest, hvorfra han rejste til Paris og derefter til Toulon, hvor han kom ombord i fregatten La Bellone, bestemt til Algier. I december 1832 meldte han, at han fra briggen Le Cygne blev lagt syg i land på hospitalet i Cherbourg, lidende af gastrisk feber, men at han nu var blevet helbredt. Han rejste dernæst til Paris og vendte hjem til Danmark.

## Tilbage i Danmark
Fra 1833 til 1834 var Oxholm med briggen Allart til Vestindien, blev 1834 beordret om bord i fregatten Havfruen, da denne gik til Island for at hente prins Frederik Carl Christian og blev samme år premierløjtnant. Dernæst fik han 1835 et års orlov for at rejse til Vestindien i familieanliggender, og i 1836 blev orloven forlænget, for at han kunne opholde sig en tid i Paris hos sin moder, der var svagelig, og ledsage hende til Danmark.
Han var fra 1837 til 1839 indrulleringsofficer i Assens, blev 1838 næstkommanderende i korvetten Diana, der var vagtskib i Øresund og fik atter orlov for at kunne rejse til Paris. 1839 blev han beordret til at rejse til London som kgl. kurer og fik atter 1840 og 1841 orlov for at kunne rejse til Frankrig og det sydlige Europa. 1842 drog han med fregatten Thetis til Middelhavet som kavaler hos prins Frederik af Hessen og samme år afgik han fra Thetis i Napoli for at ledsage prinsen af Hessen under dennes ophold i Italien, på hjemrejsen over land og på bryllupsrejse til Sankt Petersborg. I 1843 blev han kaptajnløjtnant, men samme år sat à la suite, blev 1849 chef for Batteriet Trekroner, juleaften sat à la suite og fik sommeren 1852 efter ansøgning afsked fra Flåden som karakteriseret kaptajn.

## Godsejer
1845 købte han herregården Tårnholm. Oxholm blev kammerjunker 1828, Ridder af Dannebrog 21. september 1843 og kammerherre 1844.
Han ægtede 14. marts 1839 i Paris Eleonore Sophie O'Kelly (31. maj 1813 i Actonlodge, England – 6. maj 1851 på Tårnholm), som var af gammel irsk adel, datter af plantageejer på St. Croix, senere bosat i Tours, George Burke O'Kelly og hustru Mary. Eftersom hans datter, Elisabeth Marie Augusta Oxholm, der blev gift med Christian Rosenkrantz-Charisius, var katolik, må han have konverteret til katolicismen.
Han er begravet på Tårnborg Kirkegård.